# Gran Premio di superbike di Navarra 2021
Il Gran Premio di superbike di Navarra 2021 è stato la settima prova del mondiale superbike del 2021. Nello stesso fine settimana si è corsa la sesta prova del campionato mondiale Supersport. Per la prima volta una prova dei campionati mondiali per motociclette derivate dalla serie si svolge presso il circuito di Navarra.
I risultati delle gare hanno visto vincere, per quel che concerne il mondiale Superbike: Scott Redding in gara 1 ed in gara Superspole e Toprak Razgatlıoğlu in gara 2.
Le gare del mondiale Supersport sono state vinte entrambe  da Dominique Aegerter.

## Superbike gara 1

### Arrivati al traguardo
| Pos. | Nº | Pilota                | Squadra                         | Motocicletta         | Giri | Tempo     | Griglia | Punti |
| ---- | -- | --------------------- | ------------------------------- | -------------------- | ---- | --------- | ------- | ----- |
| 1º   | 45 | Scott Redding         | Aruba.it Racing - Ducati        | Ducati Panigale V4 R | 23   | 37'50.793 | 2º      | 25    |
| 2º   | 1  | Jonathan Rea          | Kawasaki Racing                 | Kawasaki ZX-10RR     | 23   | +2.519    | 1º      | 20    |
| 3º   | 54 | Toprak Razgatlıoğlu   | Pata Yamaha with Brixx          | Yamaha YZF R1        | 23   | +5.894    | 8º      | 16    |
| 4º   | 55 | Andrea Locatelli      | Pata Yamaha with Brixx          | Yamaha YZF R1        | 23   | +9.405    | 4º      | 13    |
| 5º   | 22 | Alex Lowes            | Kawasaki Racing                 | Kawasaki ZX-10RR     | 23   | +16.219   | 7º      | 11    |
| 6º   | 66 | Tom Sykes             | BMW Motorrad                    | BMW M 1000 RR        | 23   | +20.600   | 3º      | 10    |
| 7º   | 60 | Michael van der Mark  | BMW Motorrad                    | BMW M 1000 RR        | 23   | +24.158   | 10º     | 9     |
| 8º   | 47 | Axel Bassani          | Motocorsa Racing                | Ducati Panigale V4 R | 23   | +26.497   | 11º     | 8     |
| 9º   | 31 | Garrett Gerloff       | GRT Yamaha                      | Yamaha YZF R1        | 23   | +26.718   | 9º      | 7     |
| 10º  | 21 | Michael Ruben Rinaldi | Aruba.it Racing - Ducati        | Ducati Panigale V4 R | 23   | +29.602   | 13º     | 6     |
| 11º  | 3  | Kōta Nozane           | GRT Yamaha                      | Yamaha YZF R1        | 23   | +39.387   | 15º     | 5     |
| 12º  | 53 | Esteve Rabat          | Barni Racing                    | Ducati Panigale V4 R | 23   | +41.316   | 18º     | 4     |
| 13º  | 91 | Leon Haslam           | Team HRC                        | Honda CBR1000 RR-R   | 23   | +44.338   | 17º     | 3     |
| 14º  | 94 | Jonas Folger          | Bonovo MGM Racing               | BMW M 1000 RR        | 23   | +48.470   | 14º     | 2     |
| 15º  | 23 | Christophe Ponsson    | Gil Motor Sport-Yamaha          | Yamaha YZF R1        | 23   | +1'21.773 | 19º     | 1     |
| 16º  | 6  | Naomichi Uramoto      | JEG Racing                      | Suzuki GSX-R1000R    | 23   | +1'21.956 | 20º     |       |
| 17º  | 84 | Loris Cresson         | Outdo TPR Team Pedercini Racing | Kawasaki ZX-10RR     | 23   | +1'30.006 | 22º     |       |
| 18º  | 14 | Jayson Uribe          | Outdo TPR Team Pedercini Racing | Kawasaki ZX-10RR     | 22   | +1 giro   | 21º     |       |

### Ritirati
| Nº | Pilota          | Squadra                  | Motocicletta         | Giri | Griglia |
| -- | --------------- | ------------------------ | -------------------- | ---- | ------- |
| 7  | Chaz Davies     | Team GoEleven            | Ducati Panigale V4 R | 6    | 5º      |
| 19 | Álvaro Bautista | Team HRC                 | Honda CBR1000 RR-R   | 6    | 12º     |
| 44 | Lucas Mahias    | Kawasaki Puccetti Racing | Kawasaki ZX-10RR     | 3    | 6º      |
| 36 | Leandro Mercado | MIE Racing Honda Racing  | Honda CBR1000 RR-R   | 3    | 16º     |

## Superbike gara Superpole

### Arrivati al traguardo
| Pos. | Nº | Pilota                | Squadra                         | Motocicletta         | Giri | Tempo     | Griglia | Punti |
| ---- | -- | --------------------- | ------------------------------- | -------------------- | ---- | --------- | ------- | ----- |
| 1º   | 45 | Scott Redding         | Aruba.it Racing - Ducati        | Ducati Panigale V4 R | 10   | 16'20.247 | 2º      | 12    |
| 2º   | 1  | Jonathan Rea          | Kawasaki Racing                 | Kawasaki ZX-10RR     | 10   | +0.631    | 1º      | 9     |
| 3º   | 54 | Toprak Razgatlıoğlu   | Pata Yamaha with Brixx          | Yamaha YZF R1        | 10   | +3.040    | 8º      | 7     |
| 4º   | 55 | Andrea Locatelli      | Pata Yamaha with Brixx          | Yamaha YZF R1        | 10   | +3.845    | 4º      | 6     |
| 5º   | 22 | Alex Lowes            | Kawasaki Racing                 | Kawasaki ZX-10RR     | 10   | +4.501    | 7º      | 5     |
| 6º   | 66 | Tom Sykes             | BMW Motorrad                    | BMW M 1000 RR        | 10   | +6.302    | 3º      | 4     |
| 7º   | 7  | Chaz Davies           | Team GoEleven                   | Ducati Panigale V4 R | 10   | +7.203    | 5º      | 3     |
| 8º   | 60 | Michael van der Mark  | BMW Motorrad                    | BMW M 1000 RR        | 10   | +10.054   | 10º     | 2     |
| 9º   | 31 | Garrett Gerloff       | GRT Yamaha                      | Yamaha YZF R1        | 10   | +10.620   | 9º      | 1     |
| 10º  | 19 | Álvaro Bautista       | Team HRC                        | Honda CBR1000 RR-R   | 10   | +16.297   | 12º     |       |
| 11º  | 3  | Kōta Nozane           | GRT Yamaha                      | Yamaha YZF R1        | 10   | +16.791   | 15º     |       |
| 12º  | 47 | Axel Bassani          | Motocorsa Racing                | Ducati Panigale V4 R | 10   | +17.321   | 11º     |       |
| 13º  | 21 | Michael Ruben Rinaldi | Aruba.it Racing - Ducati        | Ducati Panigale V4 R | 10   | +17.353   | 13º     |       |
| 14º  | 91 | Leon Haslam           | Team HRC                        | Honda CBR1000 RR-R   | 10   | +18.531   | 17º     |       |
| 15º  | 44 | Lucas Mahias          | Kawasaki Puccetti Racing        | Kawasaki ZX-10RR     | 10   | +18.578   | 6º      |       |
| 16º  | 94 | Jonas Folger          | Bonovo MGM Racing               | BMW M 1000 RR        | 10   | +20.506   | 14º     |       |
| 17º  | 23 | Christophe Ponsson    | Gil Motor Sport-Yamaha          | Yamaha YZF R1        | 10   | +23.206   | 19º     |       |
| 18º  | 36 | Leandro Mercado       | MIE Racing Honda Racing         | Honda CBR1000 RR-R   | 10   | +23.308   | 16º     |       |
| 19º  | 6  | Naomichi Uramoto      | JEG Racing                      | Suzuki GSX-R1000R    | 10   | +28.254   | 20º     |       |
| 20º  | 84 | Loris Cresson         | Outdo TPR Team Pedercini Racing | Kawasaki ZX-10RR     | 10   | +40.060   | 22º     |       |
| 21º  | 14 | Jayson Uribe          | Outdo TPR Team Pedercini Racing | Kawasaki ZX-10RR     | 10   | +41.263   | 21º     |       |

### Ritirato
| Nº | Pilota       | Squadra      | Motocicletta         | Giri | Griglia |
| -- | ------------ | ------------ | -------------------- | ---- | ------- |
| 53 | Esteve Rabat | Barni Racing | Ducati Panigale V4 R | 6    | 18º     |

## Superbike gara 2

### Arrivati al traguardo
| Pos. | Nº | Pilota                | Squadra                         | Motocicletta         | Giri | Tempo     | Griglia | Punti |
| ---- | -- | --------------------- | ------------------------------- | -------------------- | ---- | --------- | ------- | ----- |
| 1º   | 54 | Toprak Razgatlıoğlu   | Pata Yamaha with Brixx          | Yamaha YZF R1        | 22   | 36'09.492 | 3º      | 25    |
| 2º   | 45 | Scott Redding         | Aruba.it Racing - Ducati        | Ducati Panigale V4 R | 22   | +1.105    | 1º      | 20    |
| 3º   | 1  | Jonathan Rea          | Kawasaki Racing                 | Kawasaki ZX-10RR     | 22   | +3.715    | 2º      | 16    |
| 4º   | 55 | Andrea Locatelli      | Pata Yamaha with Brixx          | Yamaha YZF R1        | 22   | +10.758   | 4º      | 13    |
| 5º   | 66 | Tom Sykes             | BMW Motorrad                    | BMW M 1000 RR        | 22   | +14.437   | 6º      | 11    |
| 6º   | 22 | Alex Lowes            | Kawasaki Racing                 | Kawasaki ZX-10RR     | 22   | +15.151   | 5º      | 10    |
| 7º   | 21 | Michael Ruben Rinaldi | Aruba.it Racing - Ducati        | Ducati Panigale V4 R | 22   | +16.875   | 13º     | 9     |
| 8º   | 19 | Álvaro Bautista       | Team HRC                        | Honda CBR1000 RR-R   | 22   | +18.272   | 12º     | 8     |
| 9º   | 60 | Michael van der Mark  | BMW Motorrad                    | BMW M 1000 RR        | 22   | +18.991   | 8º      | 7     |
| 10º  | 47 | Axel Bassani          | Motocorsa Racing                | Ducati Panigale V4 R | 22   | +29.430   | 11º     | 6     |
| 11º  | 53 | Esteve Rabat          | Barni Racing                    | Ducati Panigale V4 R | 22   | +31.834   | 18º     | 5     |
| 12º  | 94 | Jonas Folger          | Bonovo MGM Racing               | BMW M 1000 RR        | 22   | +40.104   | 14º     | 4     |
| 13º  | 23 | Christophe Ponsson    | Gil Motor Sport-Yamaha          | Yamaha YZF R1        | 22   | +49.695   | 19º     | 3     |
| 14º  | 44 | Lucas Mahias          | Kawasaki Puccetti Racing        | Kawasaki ZX-10RR     | 22   | +1'12.388 | 10º     | 2     |
| 15º  | 36 | Leandro Mercado       | MIE Racing Honda Racing         | Honda CBR1000 RR-R   | 22   | +1'14.472 | 16º     | 1     |
| 16º  | 14 | Jayson Uribe          | Outdo TPR Team Pedercini Racing | Kawasaki ZX-10RR     | 22   | +1'25.210 | 21º     |       |
| 17º  | 84 | Loris Cresson         | Outdo TPR Team Pedercini Racing | Kawasaki ZX-10RR     | 22   | +1'30.578 | 22º     |       |

### Ritirati
| Nº | Pilota           | Squadra       | Motocicletta         | Giri | Griglia |
| -- | ---------------- | ------------- | -------------------- | ---- | ------- |
| 3  | Kōta Nozane      | GRT Yamaha    | Yamaha YZF R1        | 21   | 15º     |
| 91 | Leon Haslam      | Team HRC      | Honda CBR1000 RR-R   | 13   | 17º     |
| 6  | Naomichi Uramoto | JEG Racing    | Suzuki GSX-R1000R    | 7    | 20º     |
| 7  | Chaz Davies      | Team GoEleven | Ducati Panigale V4 R | 0    | 7º      |
| 31 | Garrett Gerloff  | GRT Yamaha    | Yamaha YZF R1        | 0    | 9º      |

## Supersport gara 1

### Arrivati al traguardo
| Pos. | Nº | Pilota                | Squadra                            | Motocicletta     | Giri | Tempo     | Griglia | Punti |
| ---- | -- | --------------------- | ---------------------------------- | ---------------- | ---- | --------- | ------- | ----- |
| 1º   | 77 | Dominique Aegerter    | Ten Kate Racing Yamaha             | Yamaha YZF R6    | 20   | 34'10.291 | 1º      | 25    |
| 2º   | 4  | Steven Odendaal       | Evan Bros. Yamaha                  | Yamaha YZF R6    | 20   | +4.425    | 3º      | 20    |
| 3º   | 29 | Luca Bernardi         | CM Racing                          | Yamaha YZF R6    | 20   | +5.074    | 5º      | 16    |
| 4º   | 16 | Jules Cluzel          | GMT94 Yamaha                       | Yamaha YZF R6    | 20   | +6.124    | 4º      | 13    |
| 5º   | 94 | Federico Caricasulo   | Biblion Iberica Yamaha Motoxracing | Yamaha YZF R6    | 20   | +6.674    | 6º      | 11    |
| 6º   | 21 | Randy Krummenacher    | EAB Racing                         | Yamaha YZF R6    | 20   | +10.729   | 11º     | 10    |
| 7º   | 5  | Philipp Öttl          | Kawasaki Puccetti Racing           | Kawasaki ZX-6R   | 20   | +18.201   | 7º      | 9     |
| 8º   | 61 | Can Öncü              | Kawasaki Puccetti Racing           | Kawasaki ZX-6R   | 20   | +19.248   | 24º     | 8     |
| 9º   | 9  | Simon Jespersen       | Kallio Racing                      | Yamaha YZF R6    | 20   | +19.954   | 8º      | 7     |
| 10º  | 66 | Niki Tuuli            | MV Agusta Corse Clienti            | MV Agusta F3 675 | 20   | +21.876   | 10º     | 6     |
| 11º  | 55 | Galang Hendra Pratama | Ten Kate Racing Yamaha             | Yamaha YZF R6    | 20   | +26.139   | 16º     | 5     |
| 12º  | 78 | Hikari Ōkubo          | G.A.P. Motozoo Racing by Puccetti  | Kawasaki ZX-6R   | 20   | +30.505   | 15º     | 4     |
| 13º  | 96 | David Sanchis         | WRP Wepol Racing                   | Yamaha YZF R6    | 20   | +31.526   | 13º     | 3     |
| 14º  | 95 | Vertti Takala         | Kallio Racing                      | Yamaha YZF R6    | 20   | +31.734   | 18º     | 2     |
| 15º  | 71 | Christoffer Bergman   | Wojcik Racing                      | Yamaha YZF R6    | 20   | +32.120   | 20º     | 1     |
| 16º  | 72 | Borja Gómez           | Yamaha MS Racing                   | Yamaha YZF R6    | 20   | +34.046   | 9º      |       |
| 17º  | 34 | Kevin Manfredi        | Altogo Racing                      | Yamaha YZF R6    | 20   | +36.057   | 21º     |       |
| 18º  | 31 | Daniel Valle          | GMT94 Yamaha                       | Yamaha YZF R6    | 20   | +36.084   | 23º     |       |
| 19º  | 6  | María Herrera         | Biblion Iberica Yamaha Motoxracing | Yamaha YZF R6    | 20   | +36.381   | 25º     |       |
| 20º  | 22 | Federico Fuligni      | VFT Racing                         | Yamaha YZF R6    | 20   | +37.126   | 17º     |       |
| 21º  | 42 | Stéphane Frossard     | Moto Team Jura Vitesse             | Yamaha YZF R6    | 20   | +48.876   | 27º     |       |
| 22º  | 2  | Luigi Montella        | Chiodo Moto Racing                 | Yamaha YZF R6    | 20   | +52.468   | 28º     |       |
| 23º  | 25 | Marcel Brenner        | VFT Racing                         | Yamaha YZF R6    | 20   | +1'02.499 | 14º     |       |
| 24º  | 24 | Leonardo Taccini      | Orelac Racing VerdNatura           | Kawasaki ZX-6R   | 19   | +1 giro   | 29º     |       |

### Ritirati
| Nº | Pilota           | Squadra                           | Motocicletta   | Giri | Griglia |
| -- | ---------------- | --------------------------------- | -------------- | ---- | ------- |
| 56 | Péter Sebestyén  | Evan Bros. Yamaha                 | Yamaha YZF R6  | 16   | 26º     |
| 81 | Manuel González  | Yamaha ParkinGo                   | Yamaha YZF R6  | 11   | 2º      |
| 84 | Michel Fabrizio  | G.A.P. Motozoo Racing by Puccetti | Kawasaki ZX-6R | 9    | 22º     |
| 17 | Óscar Gutiérrez  | Yamaha MS Racing                  | Yamaha YZF R6  | 7    | 19º     |
| 3  | Raffaele De Rosa | Orelac Racing VerdNatura          | Kawasaki ZX-6R | 7    | 12º     |
| 69 | Eduardo Montero  | DK Motorsport                     | Yamaha YZF R6  | 0    | 30º     |

## Supersport gara 2

### Arrivati al traguardo
| Pos. | Nº | Pilota              | Squadra                            | Motocicletta     | Giri | Tempo     | Griglia | Punti |
| ---- | -- | ------------------- | ---------------------------------- | ---------------- | ---- | --------- | ------- | ----- |
| 1º   | 77 | Dominique Aegerter  | Ten Kate Racing Yamaha             | Yamaha YZF R6    | 14   | 24'13.557 | 1º      | 25    |
| 2º   | 4  | Steven Odendaal     | Evan Bros. Yamaha                  | Yamaha YZF R6    | 14   | +0.294    | 2º      | 20    |
| 3º   | 29 | Luca Bernardi       | CM Racing                          | Yamaha YZF R6    | 14   | +2.264    | 4º      | 16    |
| 4º   | 94 | Federico Caricasulo | Biblion Iberica Yamaha Motoxracing | Yamaha YZF R6    | 14   | +3.700    | 5º      | 13    |
| 5º   | 16 | Jules Cluzel        | GMT94 Yamaha                       | Yamaha YZF R6    | 14   | +3.965    | 3º      | 11    |
| 6º   | 5  | Philipp Öttl        | Kawasaki Puccetti Racing           | Kawasaki ZX-6R   | 14   | +5.624    | 6º      | 10    |
| 7º   | 66 | Niki Tuuli          | MV Agusta Corse Clienti            | MV Agusta F3 675 | 14   | +5.855    | 9º      | 9     |
| 8º   | 9  | Simon Jespersen     | Kallio Racing                      | Yamaha YZF R6    | 14   | +5.969    | 7º      | 8     |
| 9º   | 3  | Raffaele De Rosa    | Orelac Racing VerdNatura           | Kawasaki ZX-6R   | 14   | +6.536    | 11º     | 7     |
| 10º  | 25 | Marcel Brenner      | VFT Racing                         | Yamaha YZF R6    | 14   | +7.384    | 13º     | 6     |
| 11º  | 96 | David Sanchis       | WRP Wepol Racing                   | Yamaha YZF R6    | 14   | +10.087   | 12º     | 5     |
| 12º  | 71 | Christoffer Bergman | Wojcik Racing                      | Yamaha YZF R6    | 14   | +10.674   | 19º     | 4     |
| 13º  | 22 | Federico Fuligni    | VFT Racing                         | Yamaha YZF R6    | 14   | +11.571   | 16º     | 3     |
| 14º  | 31 | Daniel Valle        | GMT94 Yamaha                       | Yamaha YZF R6    | 14   | +14.809   | 22º     | 2     |
| 15º  | 17 | Óscar Gutiérrez     | Yamaha MS Racing                   | Yamaha YZF R6    | 14   | +15.302   | 18º     | 1     |
| 16º  | 95 | Vertti Takala       | Kallio Racing                      | Yamaha YZF R6    | 14   | +17.424   | 17º     |       |
| 17º  | 56 | Péter Sebestyén     | Evan Bros. Yamaha                  | Yamaha YZF R6    | 14   | +21.085   | 25º     |       |
| 18º  | 24 | Leonardo Taccini    | Orelac Racing VerdNatura           | Kawasaki ZX-6R   | 14   |           | 27º     |       |
| 19º  | 34 | Kevin Manfredi      | Altogo Racing                      | Yamaha YZF R6    | 14   |           | 20º     |       |
| 20º  | 84 | Michel Fabrizio     | G.A.P. Motozoo Racing by Puccetti  | Kawasaki ZX-6R   | 14   |           | 21º     |       |
| 21º  | 2  | Luigi Montella      | Chiodo Moto Racing                 | Yamaha YZF R6    | 14   |           | 26º     |       |
| 22º  | 6  | María Herrera       | Biblion Iberica Yamaha Motoxracing | Yamaha YZF R6    | 13   | +1 giro   | 24º     |       |

### Non classificato
| Nº | Pilota             | Squadra    | Motocicletta  | Giri | Griglia |
| -- | ------------------ | ---------- | ------------- | ---- | ------- |
| 21 | Randy Krummenacher | EAB Racing | Yamaha YZF R6 | 9    | 10º     |

### Ritirati
| Nº | Pilota                | Squadra                           | Motocicletta   | Giri | Griglia |
| -- | --------------------- | --------------------------------- | -------------- | ---- | ------- |
| 72 | Borja Gómez           | Yamaha MS Racing                  | Yamaha YZF R6  | 14   | 8º      |
| 61 | Can Öncü              | Kawasaki Puccetti Racing          | Kawasaki ZX-6R | 12   | 23º     |
| 55 | Galang Hendra Pratama | Ten Kate Racing Yamaha            | Yamaha YZF R6  | 9    | 15º     |
| 78 | Hikari Ōkubo          | G.A.P. Motozoo Racing by Puccetti | Kawasaki ZX-6R | 6    | 14º     |
| 69 | Eduardo Montero       | DK Motorsport                     | Yamaha YZF R6  | 3    | 28º     |